# Busjön (Malungs socken, Dalarna)
Busjön är en sjö i Malung-Sälens kommun i Dalarna och ingår i Dalälvens huvudavrinningsområde. Sjön har en area på 0,108 kvadratkilometer och ligger 345 meter över havet. Sjön avvattnas av vattendraget Lömman.

## Delavrinningsområde
Busjön ingår i det delavrinningsområde (670955-138877) som SMHI kallar för Inloppet i Mällsjön. Medelhöjden är 378 meter över havet och ytan är 3,71 kvadratkilometer. Det finns inga avrinningsområden uppströms utan avrinningsområdet är högsta punkten. Lömman som avvattnar avrinningsområdet har biflödesordning 3, vilket innebär att vattnet flödar genom totalt 3 vattendrag innan det når havet efter 371 kilometer. Avrinningsområdet består mestadels av skog (70 procent) och sankmarker (20 procent). Avrinningsområdet har 0,11 kvadratkilometer vattenytor vilket ger det en sjöprocent på 3 procent.